# Ron Spencer
Ron Spencer es un ilustrador de fantasía. Sus creaciones más famosas las has realizado para el juego de cartas coleccionables Magic: el encuentro. Creó ilustraciones también para varios libros del universo de terror de los juegos de rol del Mundo de Tinieblas, de la editorial White Wolf, Inc. Ron Spencer vive actualmente en Aurora (Nebraska), con su esposa Stacey y sus tres niños.